# Pontonier (Schweiz)

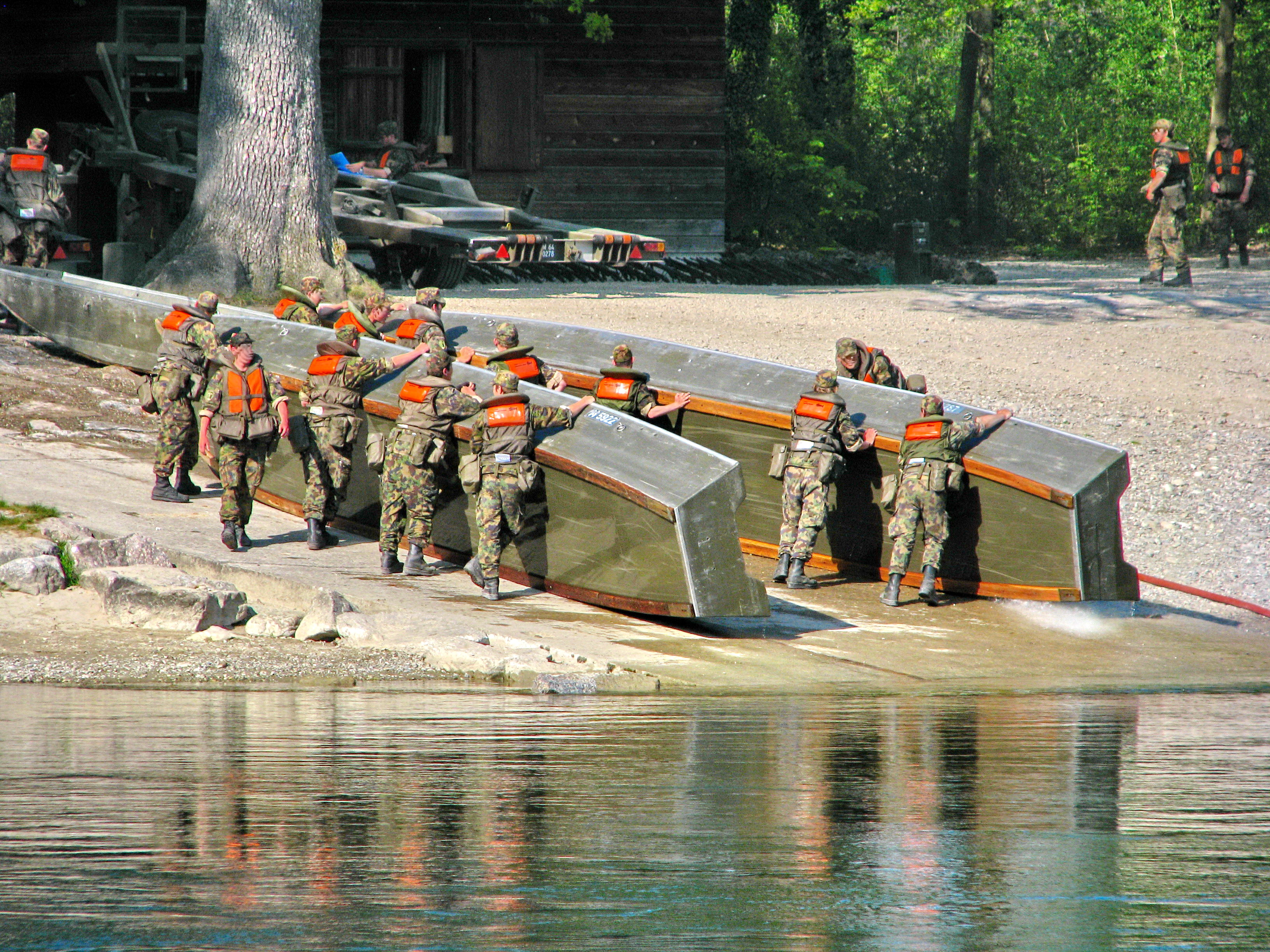
Pontoniere beim Reinigen von Übersetzbooten auf dem Waffenplatz Brugg (2010)

Die Pontoniere der Schweizer Armee gehören zur Genietruppe. Die Aufgaben der Pontoniere sind das Sicherstellen und Einschränken der Beweglichkeit und Katastrophenhilfe. Das verbliebene Pontonierbataillon 26 gehört in der gegenwärtigen Gliederung der Schweizer Armee zur Mechanisierten Brigade 4 (Heer), daneben verfügen die Geniebataillone über Pontonierkompanien.

## Geschichte

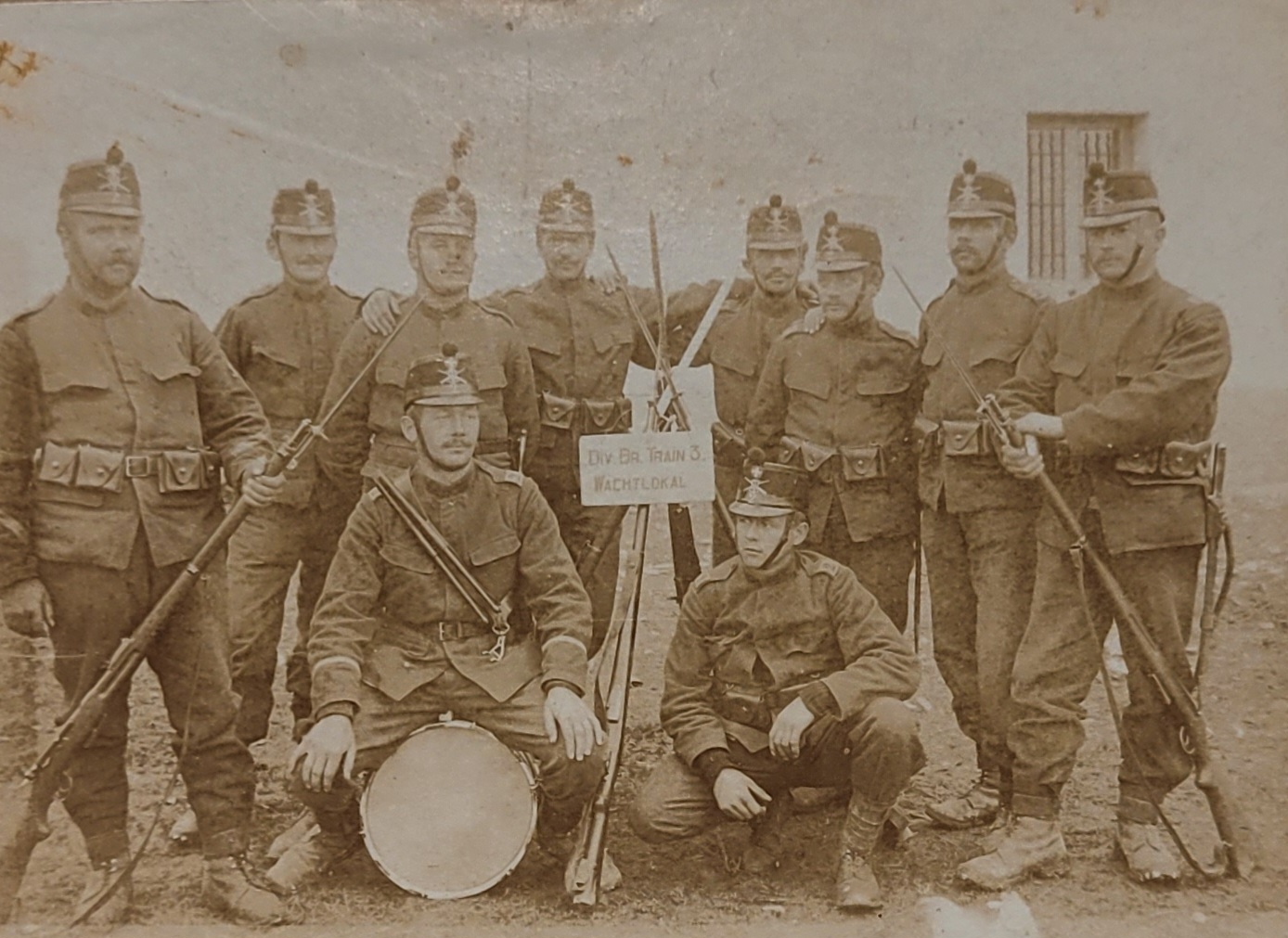
«Wachtlokal» des Divisions-Brückentrains 3 (um 1908)

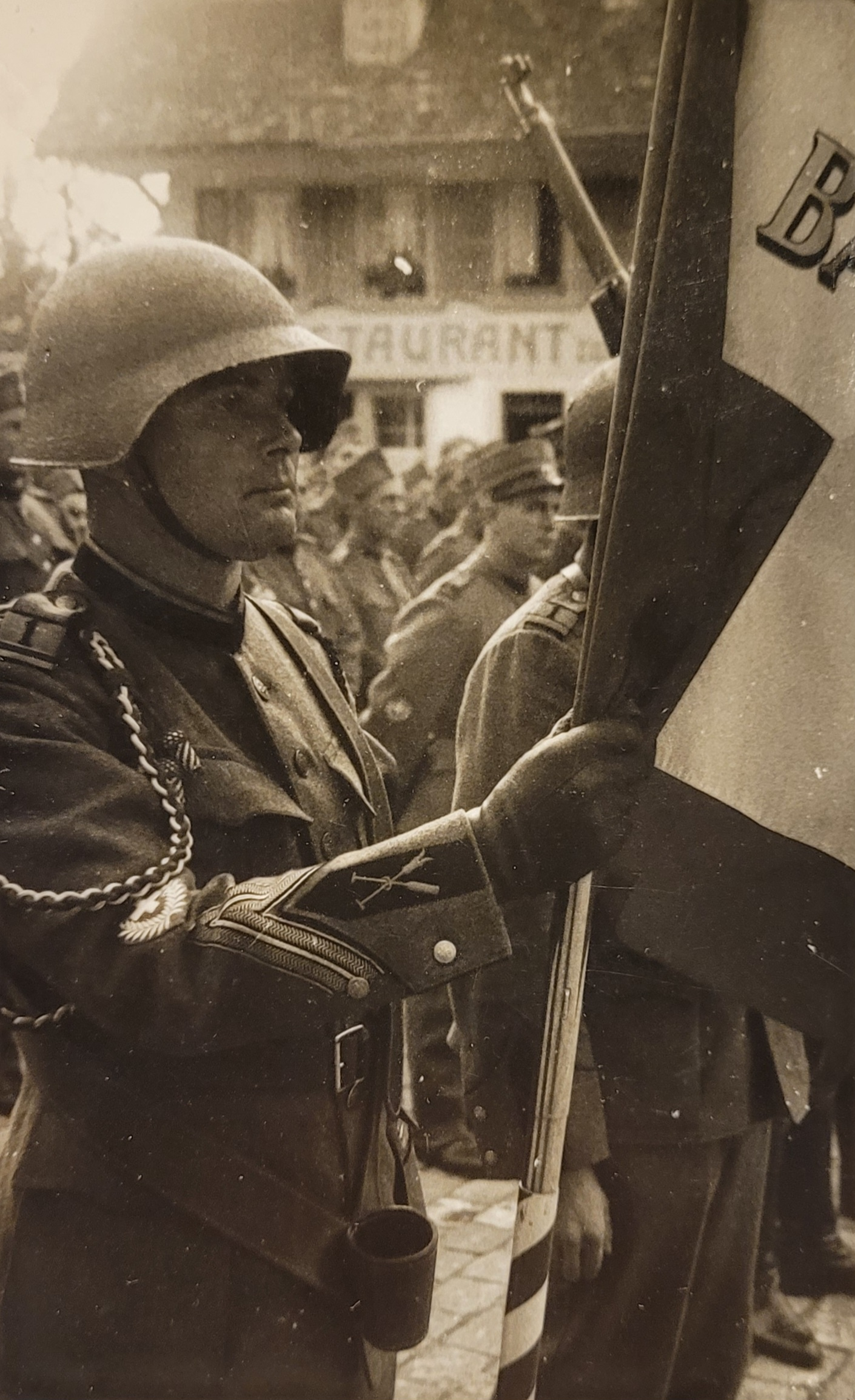
Fähnrich des Pontonierbataillons 1 bei einer Zeremonie während des Aktivdienstes (um 1943)

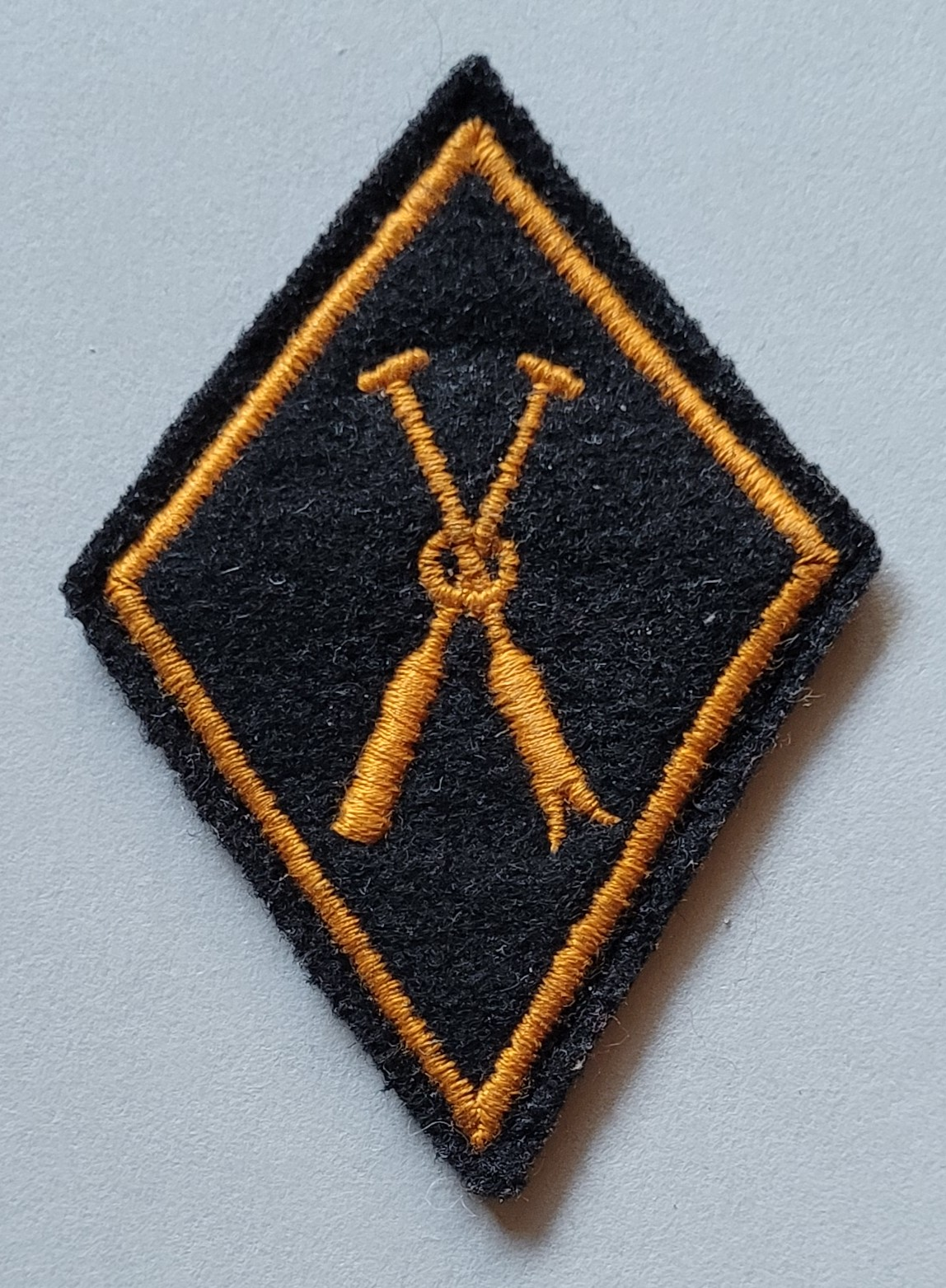
Kragenspiegel Pontonier, Ordonnanz 1949

Aus der Zeit des Ancien Régime haben sich für den schweizerischen Raum nur vereinzelte Hinweise zum Pontonierwesen erhalten. Bernhard Emanuel von Rodt berichtet in seiner Geschichte des Bernerischen Kriegswesens über die Entwicklung für die Stadt und Republik Bern. Der bernische Kriegsrat äusserte sich 1659 gegenüber der Regierung betreffend der Schwierigkeit, eine Schiffsbrücke zu erstellen. 1708 befasste sich der Kriegsrat in Bern mit der Beschaffung von Pontons und ging dabei der Frage nach, ob hölzerne oder kupferne vorzuziehen wären. Der Schiffer und Schwellenmeister Hans Rudolf Schneider (1633–?) reichte schliesslich den ausschlaggebenden Vorschlag ein, eichene Schiffe zu beschaffen. Nach einem Testlauf wurden im Zeughaus Bern und in Lenzburg je ein Satz Schiffe, Böcke, Anker und Seile eingelagert. Der Schwellenmeister Schneider wurde später beauftragt, zusätzlich eine fliegende Brücke (pont volant, Fährbrücke) zu beschaffen. Die Berner Gesellschaft zu Schiffleuten erhielt 1712 den Befehl,  drei Schiffleute nach Aarau zur Zurüstung der Brücken zu entsenden. Für 1768 sind für Bern kupferne Pontons belegt, die Brückenmannschaft bestand aus 72 Knechten. Ab 1782 sollten sich unter dem bernischen General-Quartiermeister sechs Ingenieure um die Pontons kümmern. 1797 wurde angeordnet, fünf Brückenmeister (Pontoniere) und die erwähnten Knechte sollen um die Brücke besorgt sein.
Die eidgenössische Tagsatzung bewilligte 1820 die Aufstellung des ersten Pontontrains. Dieser umfasste 22 vierspännige Pontonwagen, einen Rüstwagen, einen Leiterwagen und einen Bagagewagen, die Brückenlänge betrug 120 Meter. Der Pontontrain wurde vom Kanton Zürich gestellt, eine zweite Pontonierkompanie wurde vom Kanton Aargau gestellt.
Diese Kriegsbrücke der ersten Generation erwies sich zu schwach, weshalb nach Bekanntwerden des Brückensystems nach Karl von Birago das bernische Militärdepartement in den Jahren 1844/45 im Zeughaus Bern eine neue Brücke System Birago gebaut wurde. General Dufour setzte die Berner Kompanie am Ende des Sonderbundskriegs mit dem neuen Material ein, um Erfahrungen zu sammeln, worauf der Bundesrat dem Kanton Bern das Biragomaterial abkaufte. 1849 wurde das gesamte Material dem System Birago angepasst, mit der neuen Militärorganisation von 1850 wurden sechs Pontonierkompanien gebildet, je zwei durch die Kantone Zürich, Bern und Aargau. 1850 wurde erkannt, dass das bestehende Material ungenügend sei, 1862 wurde das System Birago definitiv eingeführt. 1873 wurden erstmals die hölzernen Pontons durch eiserne ersetzt, die allerdings unbefriedigend waren. 1874 wurden die sechs auf acht Pontonierkompanien aufgestockt und den Divisionen zugeteilt. Diese Reorganisation wurde 1890 wieder teilweise rückgängig gemacht. 1895 wurden die Pontoniere zu Kriegsbrückenabteilungen vereinigt. Hans Walther (1877–1966), Chef der Bautruppen, führte während des Ersten Weltkriegs beim Brückenmaterial Neuerungen ein, darunter den Erkundungswagen mit Boot und Messgerät.
Nach dem Ersten Weltkrieg zeigte sich, dass das Birago-Material der motorisierten Kriegsführung nicht mehr genügte und leichteres, schneller zu bewegendes Brückenmaterial notwendig machte. Vorerst wurden Verbesserungen am bestehenden Material vorgenommen. Hans Walther entwarf 1925 ein erstes Übersetzboot mit seitlichen Bänken für 16 Mann.
Walther entwarf auch die neue Pontonbrücke Mod. 35 mit Aluminium-Pontons, die von 1935 bis 1973 benutzt wurde. 1964 wurde die Schlauchbootbrücke 61 in Betrieb genommen. Für erste Truppenversuche mit Rekruten wurde im Sommer 1993 der französische Pont flottant motorisé von Frankreich nach Brugg überführt. Die modifizierte Schwimmbrücke 95 ersetzte 1994 mit Material für 1'000 Meter schliesslich die überalterte Schlauchbootbrücke 61, die 2002 ausgemustert wurde. Die Schwimmbrücke 95 ist nun seit 30 Jahren im Einsatz.

## Brückensysteme

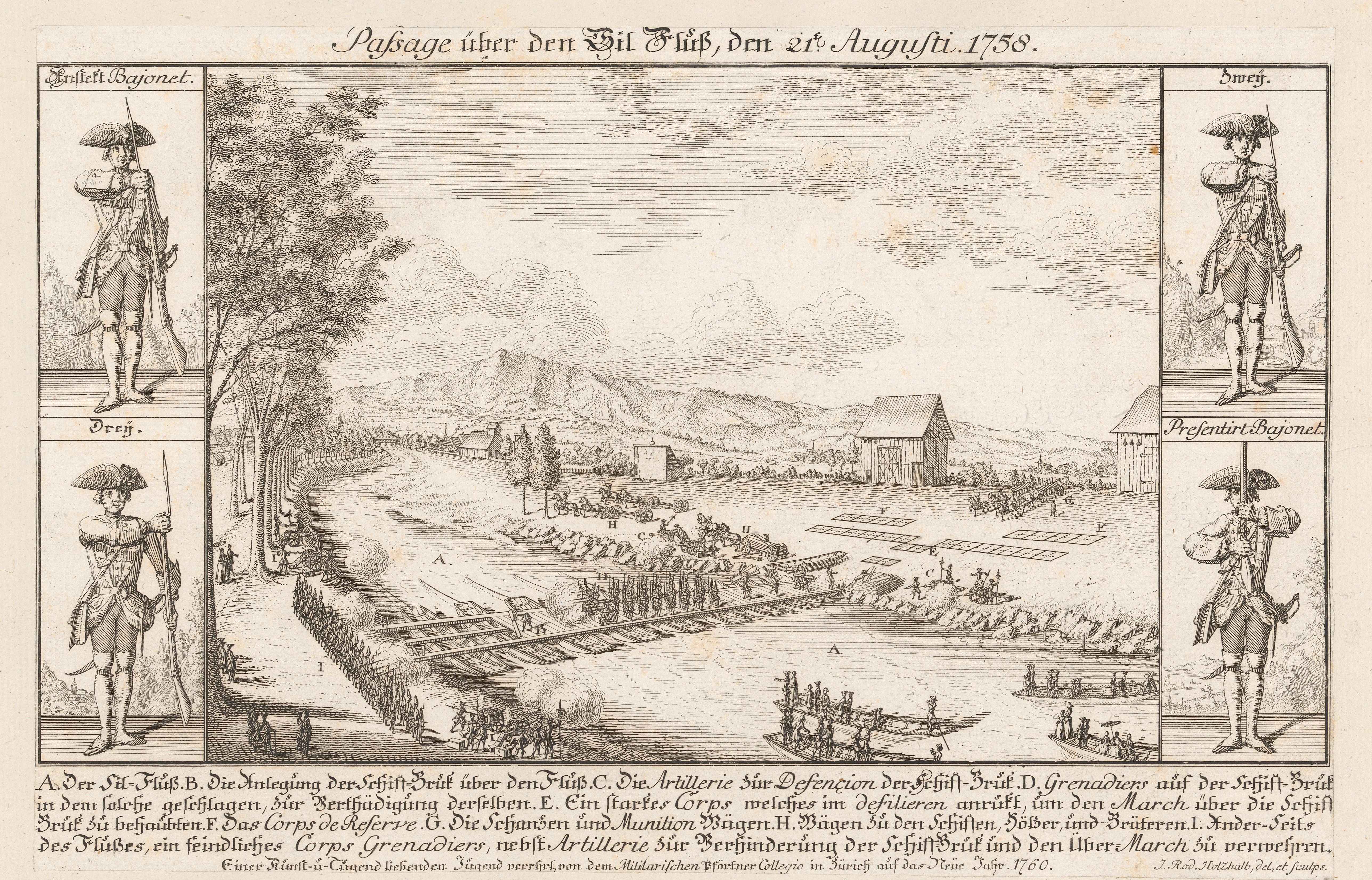
Schiffsbrücke über die Sihl 1758, Radierung von Johann Rudolf Holzhalb (1760)
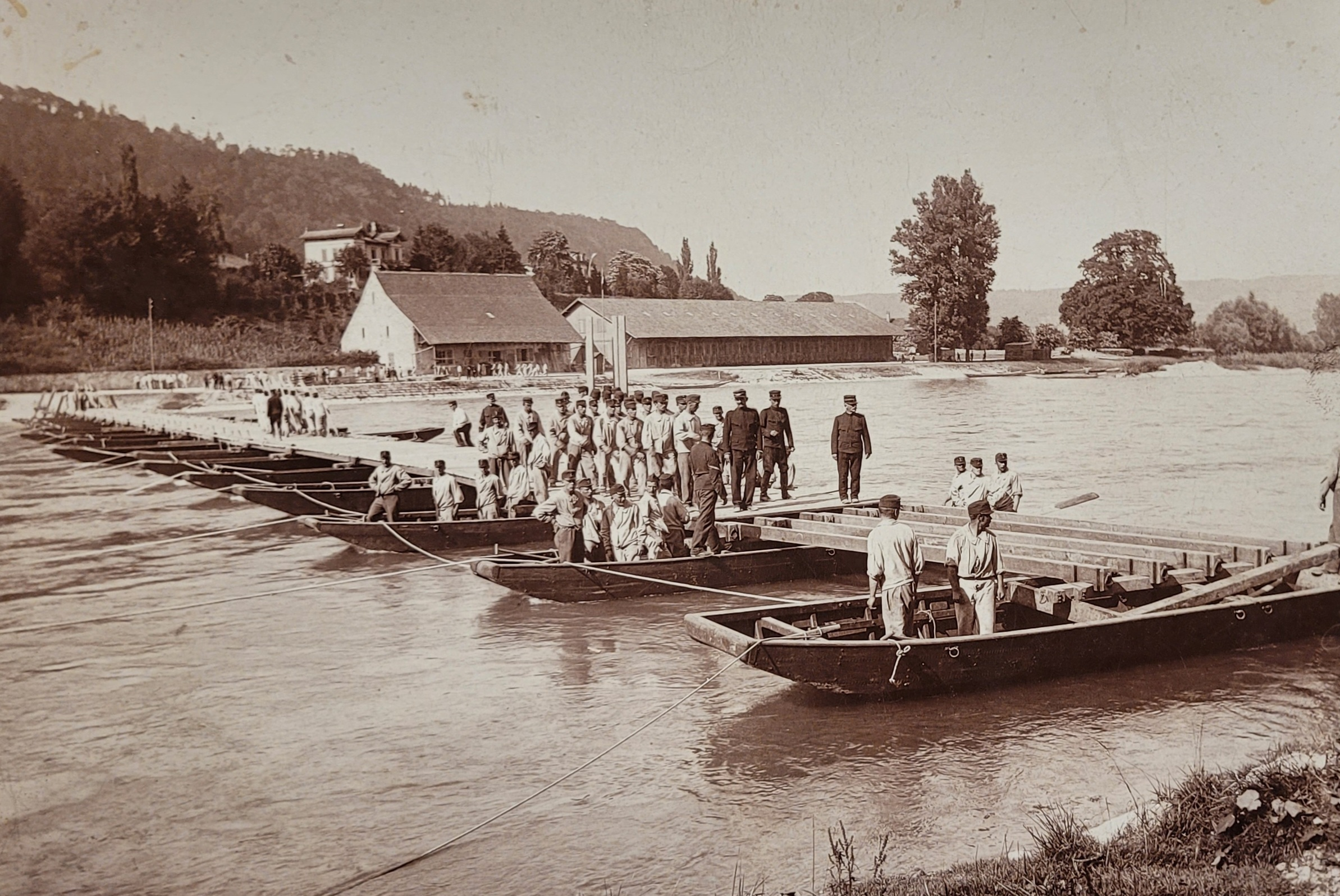
Bau einer Ponton-Brücke mit Birago-Material (um 1910)
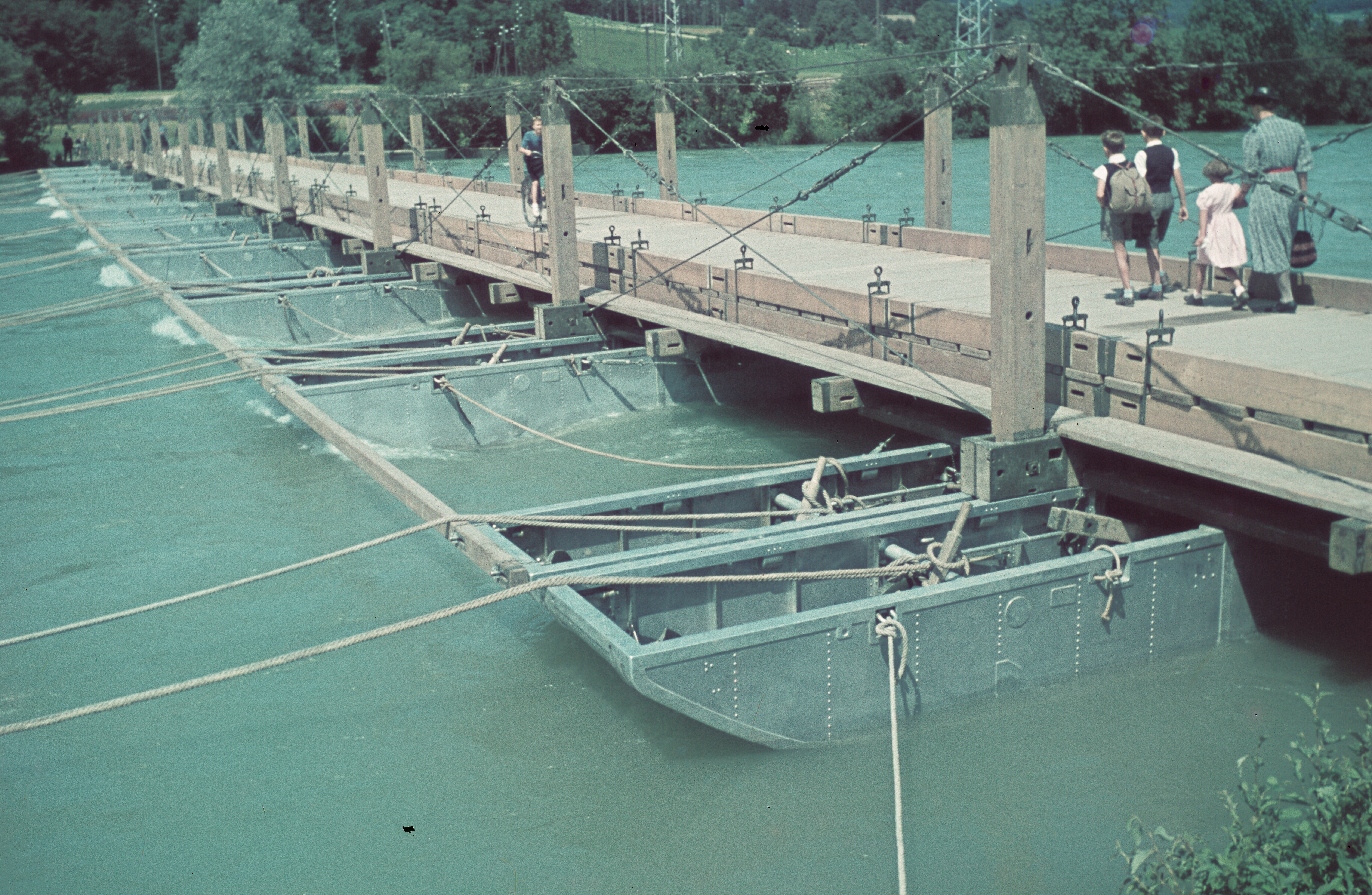
Die Pontonbrücke 'Mod. 35' bei Wylihof (Deitingen) (1940)
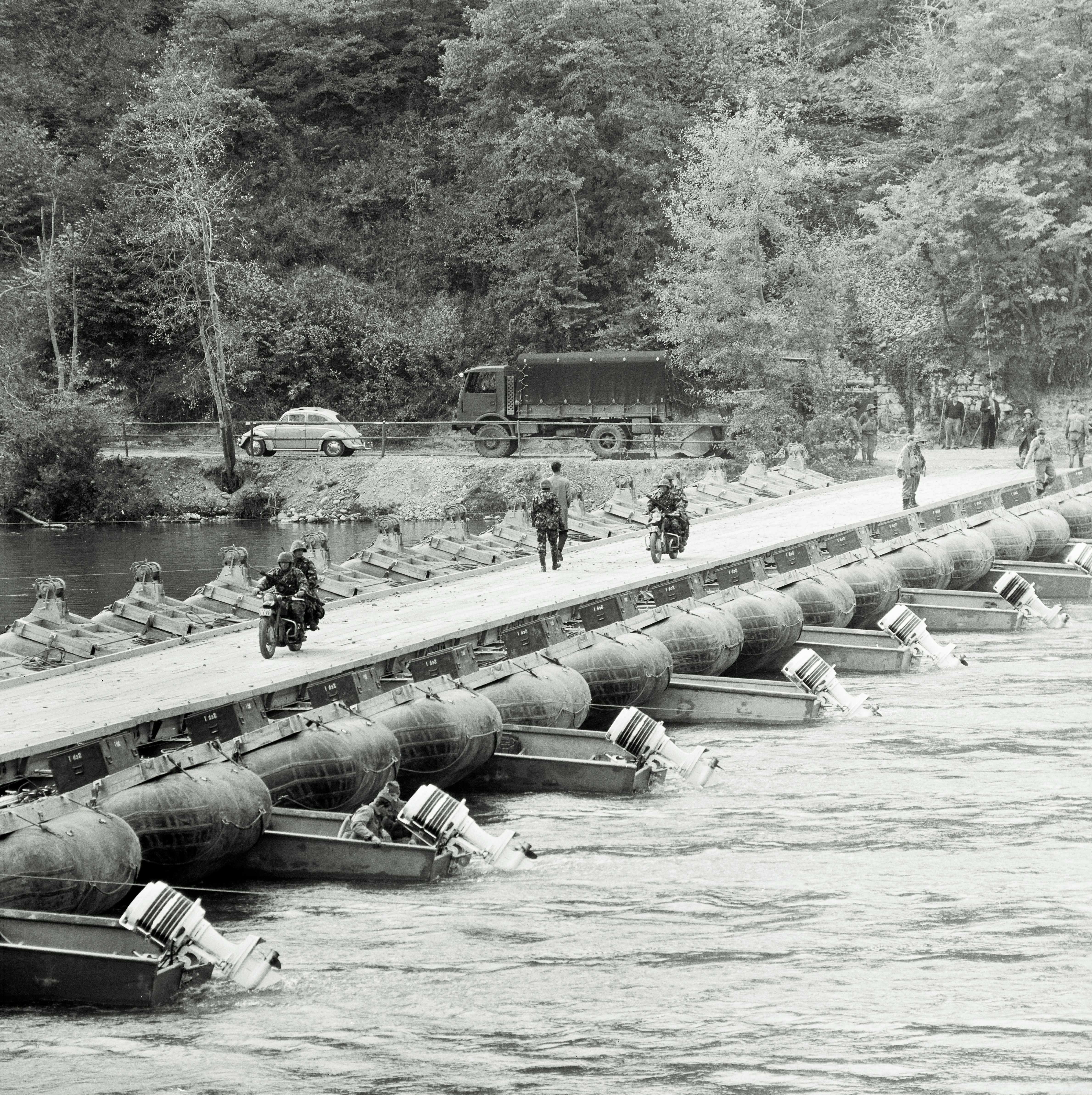
Die Schlauchbootbrücke 61 beim Herbstmanöver Ostschweiz (1963)
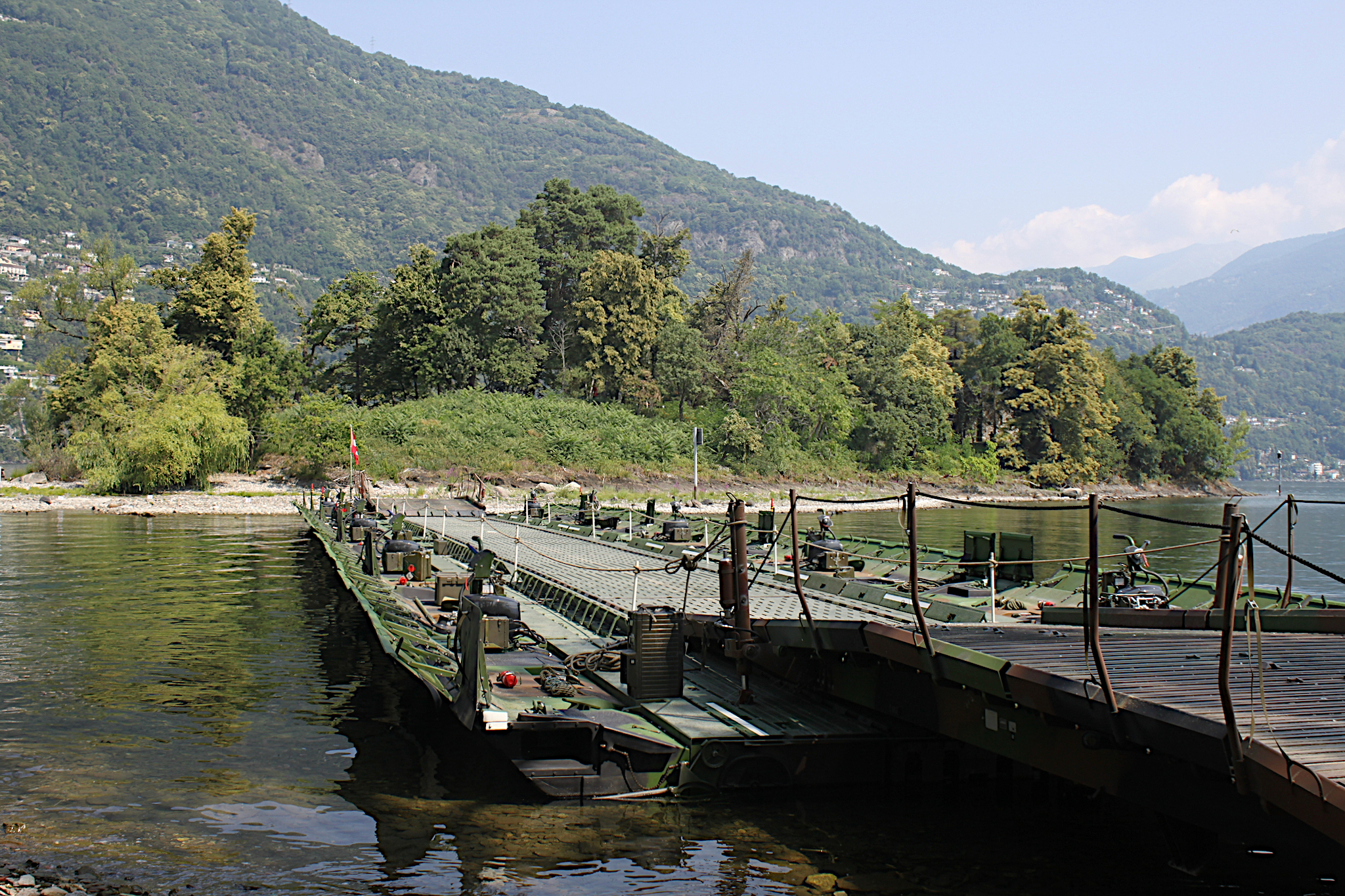
Schwimmbrücke 95 bei Brissago (2022)

## Vor- und Ausserdienstliche Tätigkeiten

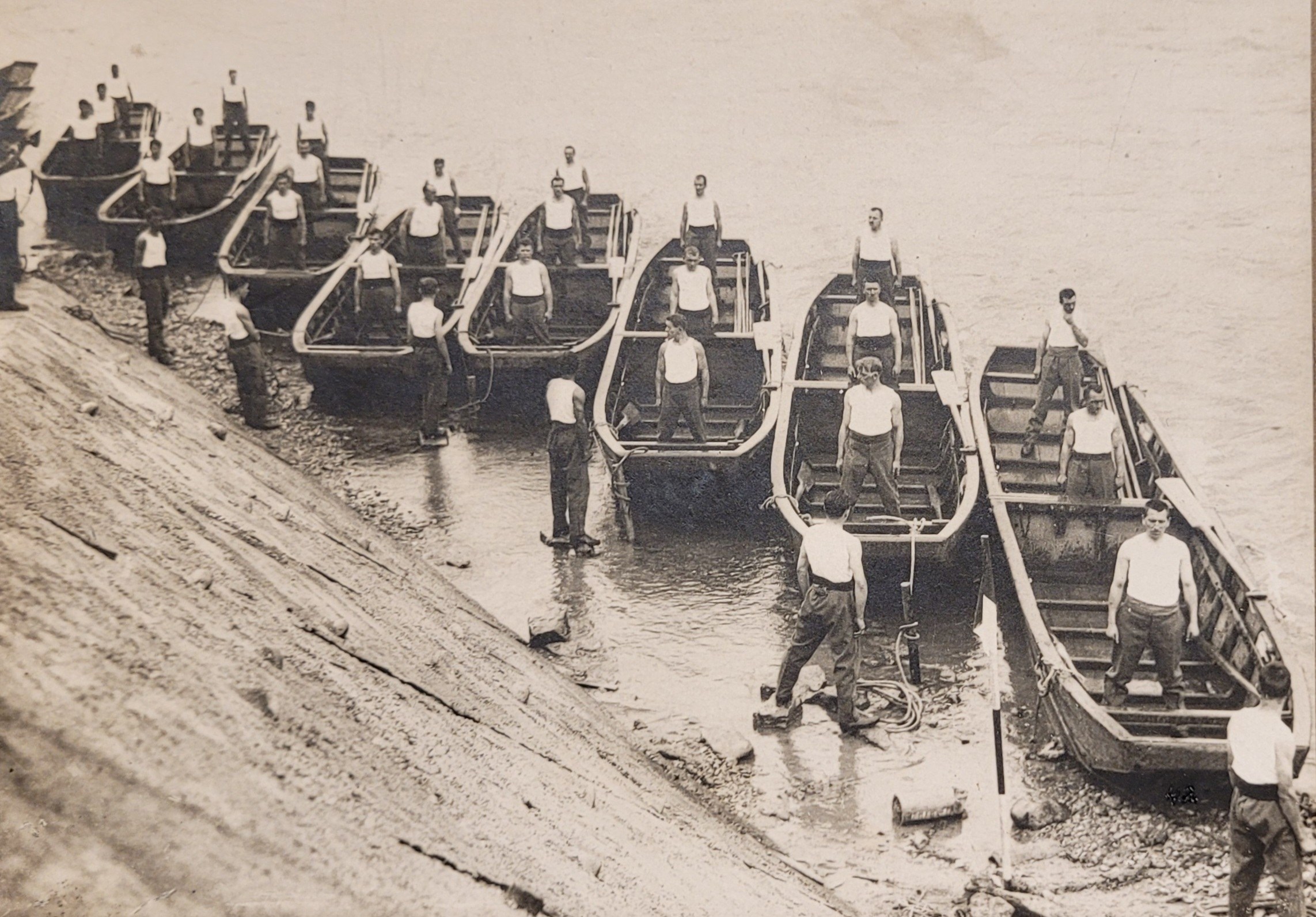
Sektionsfahren am IX. eidg. Pontonierwettfahren in Rheinfelden (1924)

Als Pontoniere wurden im 19. Jahrhundert vorwiegend Flösser, Fischer, Schiffer und Bauhandwerker eingesetzt. Um 1860 bildete sich in Bern ein erster Pontonierverein. Für das Jahr 1871 ist belegt, dass der Pontonierverein Bern ein Jahresfest mit Aarefahrt für die Bevölkerung abhielt. Auf Initiative des Kantonalbernischen Genievereins wurde 1876 der Pontonier-Fahrverein der Stadt Bern als erster, durch das Eidgenössische Militärdepartement unterstützte Pontonierfahrverein der Schweiz gegründet, mit dem Ziel, die ausserdienstliche Ausbildung und Gewinnung von Nachwuchs zu fördern. Das war die Geburtsstunde des Pontoniersports. Weitere Vereinsgründungen folgten in allen Flusskantonen der Schweiz. Der Schweizerische Pontonier-Sportverband zählt heute 40 Sektionen.
Für Jugendliche findet seit 1957 das Jungpontonierlager in Einigen am Thunersee statt. Dort lernen sie während jeweils 10 Tagen Schwimmen, Schnüren, Kameradenhilfe, Wasserfahren und können mit 18 Jahren die militärische Motorbootprüfung ablegen.

## Trivia
Die Vor- und Ausserdienstlichen Tätigkeiten sowie die in zahlreichen Fällen festzustellende Pontoniertradition in Familien über Generationen führt dazu, dass Pontonieren eine besonders enge Nähe zu ihrer Truppengattung nachgesagt wird. Oberst Hans Müller schrieb zum Selbstverständnis des Pontoniers in seinem 1945 erschienenen Buch Pontoniere: 

„Der Pontonier hat mit der Ausbildung im Fachdienst, wie übrigens alle Spezialtruppen, so viel zu tun, dass er Änderungen im Exerzierreglement, im Formellen des Wachtdienstes und des Dienstes überhaupt vorwiegend als lästige und unnötige Störung empfindet und jedenfalls weit davon entfernt ist, über irgend ein Mätzchen einer Kasernenhofgrösse in unnötige Bewunderung zu geraten.“

## Literatur

Birago-Brücke des Pontonierbataillons 3 über die Reuss (um 1918)